# Mystery Liner
Mystery Liner est un film américain pré-Code réalisé par William Nigh et sorti en 1934. Son scénario est basé sur une histoire d'Edgar Wallace publiée en 1924. Il a été présenté à l'International Exhibition of Cinematographic Art, précurseur de la Mostra de Vensie.

## Synopsis
Une arme mystérieuse contrôlée par ondes radio est mise au point sur un navire.

## Fiche technique
- Réalisation : William Nigh
- Scénario : Wellyn Totman d'après une histoire d'Edgar Wallace intitulée The Ghost of John Holling
- Producteur : Paul Malvern
- Photographie : Archie Stout
- Montage : Carl Pierson
- Genre : Mystère[2]
- Production : Monogram Pictures
- Durée : 62 minutes
- Date de sortie :
  - États-Unis : 15 mars 1934

## Distribution
- Noah Beery : Capt. John Holling
- Astrid Allwyn : Lila Kane
- Edwin Maxwell : Major Pope
- Gustav von Seyffertitz : Inspecteur Von Kessling
- Ralph Lewis : Prof. Grimson
- Cornelius Keefe : First Officer Cliff Rogers
- Zeffie Tilbury : Granny Plimpton
- Boothe Howard : Capt. Downey
- Howard C. Hickman : Dr. Howard
- Gabby Hayes : Joe
- George Cleveland : Simms the Steward